# James Augustus Suydam

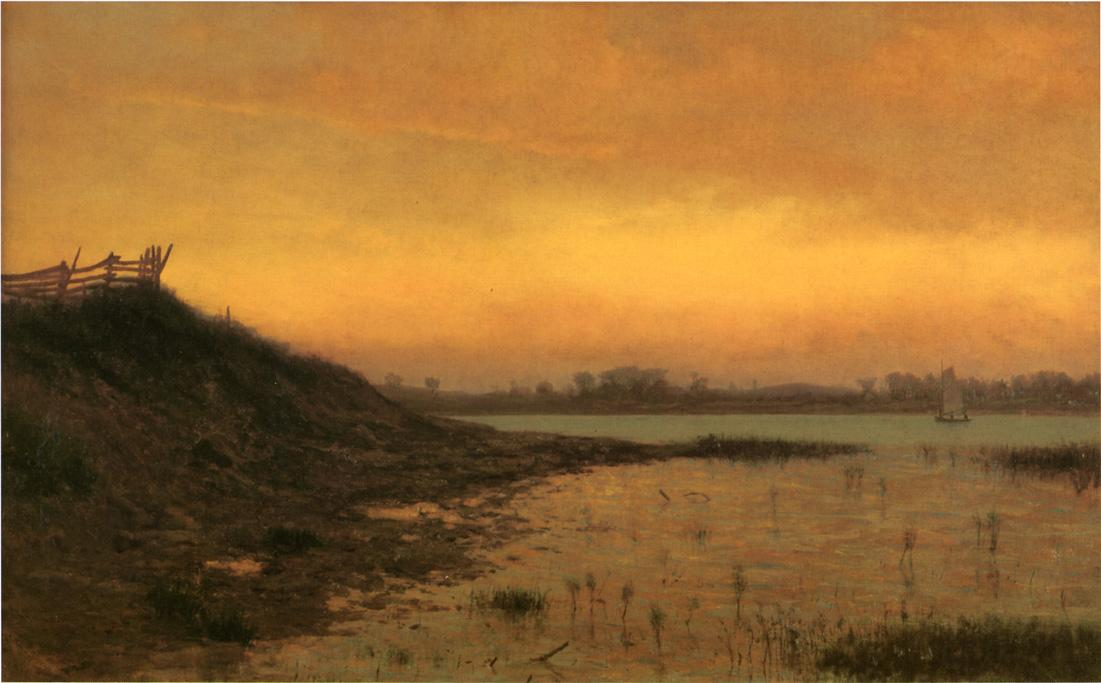
Long Island, óleo sobre tabla, 1862.

James Augustus Suydam (1819-1865) fue un arquitecto, abogado y artista estadounidense, uno de los primeros pintores luministas, y miembro de la segunda generación de artistas de la Escuela del río Hudson. Suydam es especialmente conocido como pintor paisajista, concretamente de paisajes norteamericanos.

## Biografía
Suydam era descendiente de una familia de mercaderes holandeses-neoyorquinos. Fue un joven indeciso, que comenzó sucesivamente los estudios de medicina y arquitectura, licenciándose en la Universidad de Nueva York. Empezó su carrera como hombre de negocios, pero seguidamente se dedicó a la pintura, estudiando con Minor C. Kellogg, con quien realizó el Grand Tour entre 1842 a 1845. Si bien comenzó a pintar casi como un aficionado, sus recursos económicos le permitieron dedicarse a ello com más seriedad. Murió de repente en North Conway, a los 46 años.

## Carrera artística
Suydam fue uno de los pintores que habitualmente trabajaron en North Conway. Pintó vistas de la costa, con delicados efectos lumínicos y ambientales, en los que se percibe la influencia de su amigo John Frederick Kensett, con quien visitó Newport y Rode Island en los años de 1850. Expuso su pintura Conway Meadows en el Ateneo de Nueva York y en el Boston Athenæum. Abrió su estudio en el Tenth Street Studio Building en 1858.El año siguiente fue elegido miembro profesional honorario de la National Academy of Design, que le dio admisión completa en 1861 y devino miembro de la Century Association a los 30 años.
A causa de su prematura muerte, su producción pictórica conocida no pasa de veinte obras.  A su muerte, donó una importante colección de arte americano y europeo a la National Academy of Design de Nueva York,
Sanford Robinson Gifford —un amigo personal— le describió como un "hombre perfectamente culto y brillante". Además de su trabajo como artista, fue muy versado en la historia, filosofía y en las ciencias. Sus paisajes reflejan tanto esta amplitud de conocimientos como su espiritualidad. Dada su familiaridad con las ciencias, Suydam redujo la naturaleza a formas calmas y limpias, y después deformó las proporciones de forma que las creaciones de Dios prevalecieran sobre las del hombre. La National Academy of Design posee la mayoría de sus obras como Paradise Rocks (1865). El Museo Taft también posee obras suyas, y provee un sitio web de pódcast para Suydam.
Un cuadro de Gifford de 1859 que Suydam, según un informe, donó a la National Academy en 1865, causó una controversia a finales de 2008.